# Chlorophylle a
La chlorophylle a est la principale forme de chlorophylle présente chez les organismes qui mettent en œuvre la photosynthèse. On en trouve également en petite quantité chez les bactéries vertes sulfureuses.
La chlorophylle a présente, en milieu aqueux, deux maximums d'absorption spectrale, aux environs de 430  à   440 nm dans le bleu et de 670 nm dans le rouge (les valeurs exactes varient en fonction de la composition du solvant), et une plage d'absorption très faible à nulle d'environ 470  à   610 nm, ce qui correspond à toutes les gammes de vert et donne leur couleur dominante aux organismes qui contiennent de la chlorophylle.

Spectres d'absorption des chlorophylles a et b.

Il s'agit d'un pigment photosynthétique essentiel pour la photosynthèse chez les eucaryotes, les cyanobactéries et les prochlorophytes en raison de son rôle de donneur d'électron initial dans une chaîne de transport d'électrons constituée d'une suite de réactions d'oxydoréduction appelée photophosphorylation.